# و بعد ما همدیگر را می‌بوسیم
و بعد ما همدیگر را می‌بوسیم (انگلیسی: And Then We Kiss) ترانه‌ای از هنرمند اهل ایالات متحده آمریکا بریتنی اسپیرز که اول قرار بود در آلبوم داخل محدوده منتشر شود اما در نهایت در آلبوم ریمیکس بی در میکس: ریمیکس‌ها منتشر شد.